# Podalia walkerensis
Podalia walkerensis is een vlinder uit de familie van de Megalopygidae. De wetenschappelijke naam van de soort is voor het eerst geldig gepubliceerd in 1935 door Hopp.